# Plinkajmy
Plinkajmy (deutsch Köllmisch Plienkeim) ist eine nicht mehr bewohnte Ortsstelle in der polnischen Woiwodschaft Ermland-Masuren im Bereich der Gmina Barciany (Landgemeinde Barten) im Powiat Kętrzyński (Kreis Rastenburg).
Plinkajmy ist ein verlassener Weiler (polnisch opuszczony przysiółek) des Dorfes Kąpławki (Kamplack), etwa zwölf Kilometer nordwestlich der Kreisstadt Kętrzyn (Rastenburg).
Um 1785 wurde Plingkeim als köllmisches Gut genannt, nach 1785 als Plinkeim und nach 1834 als Plienkeim mit Namenszusatz, den es bis 1945 behalten hat. 1874 kam der Gutsbezirk zum neu errichteten Amtsbezirk Wehlack (polnisch Skierki), der zum Kreis Rastenburg im Regierungsbezirk Königsberg in der preußischen Provinz Ostpreußen gehörte. Im Jahre 1820 zählte Köllmisch Plienkeim 23 Einwohner, 1885 waren es 44, 1905 noch 33 und 1910 nur noch 29.
Am 30. September 1928 verlor der Gutsbezirk Köllmisch Plienkeim seine Eigenständigkeit und wurde mit dem Vorwerk Adlig Plienkeim (polnisch Plinkajmy Małe) und dem Gut Weypoth (Wypęk) in die Gemeinde Taberwiese (Taborzec) eingegliedert, der zum Amtsbezirk Domäne Barten, ab 1929 zum Amtsbezirk Taberwiese gehörte.
Seit 1945 gehört der Ort zu Polen mit der polnischen Namensform „Plinkajmy“ und ist heute eine unbewohnte Ortsstelle von Kąpławki (Kamplack) innerhalb der Landgemeinde Barciany (Barten) im Powiat Kętrzyński (Kreis Rastenburg).
Bis 1945 war Köllmisch Plienkeim in die evangelische Kirche Barten in der Kirchenprovinz Ostpreußen der Kirche der Altpreußischen Union sowie in die katholische Kirche Kętrzyn (Rastenburg) im Bistum Ermland eingepfarrt.
Zur Ortsstelle Plinkajmy führt heute von Kąpławki aus eine Landweg.